# 池辺晋一郎
池辺 晋一郎（いけべ しんいちろう、1943年9月15日 - ）は、日本の作曲家。学位は芸術学修士（東京芸術大学・1971年）。一般社団法人全日本合唱連盟顧問、東京音楽大学名誉教授、文化功労者。本名：池邉 晋一郎（読み同じ）。
東京音楽大学音楽学部教授、東京音楽大学付属民族音楽研究所所長、横浜みなとみらいホール館長などを歴任した。

## 人物・来歴

### 生い立ち
茨城県水戸市出身。幼少期は体が弱く、小学校就学が一年遅れるほどであったが読書にいそしみ、そして体調によってはピアノを弾き、家にあったピアノを使って独学していた。近所にあった立花隆の家と家族ぐるみで付き合いがあり、立花も池辺も互いの家の蔵書まで読んでいた。1963年、東京都立新宿高等学校卒業。1967年、東京芸術大学音楽学部作曲科卒業。1971年、同大学院修了。中学・高校時代には、クラリネットを演奏していた経験もある。高校で合唱をしていた際、池田明良、そして3年次には宇野功芳（音楽評論家）が講師をしていた。大学では池内友次郎、矢代秋雄、三善晃、島岡譲に師事する。大学で1年先輩の三枝成彰と親交があり、共に当時の若手作曲家のホープとみなされていた。

### 作曲家として
東京芸術大学在学中に書いた室内楽曲「クレパ七章」で注目され、武満徹の目に留まり、一時期映画音楽のアシスタントを務めた。11曲の交響曲をはじめとする演奏会用作品の他、黒澤明や今村昌平の監督作品をはじめとする映画音楽、校歌、NHK大河ドラマやアニメ『未来少年コナン』などのテレビ番組の音楽も多く手がけている。音楽家として海外留学の経験がない世代の最初として、野田暉行らと並び称される。
また、アマチュア音楽界、特に合唱とは深い関係を持っている。全日本合唱連盟の役員を長年務める一方で、1984年に混声合唱組曲「悪魔の飽食」を神戸市役所センター合唱団の委嘱で作曲したことがきっかけとなって、うたごえ運動とも交流がある。全日本吹奏楽コンクールの課題曲も委嘱されて作曲している。2007年より、せたがや文化財団音楽事業部音楽監督を務め、イベントの際には舞台上で短いトークを披露する。
『N響アワー』（NHK教育テレビ）に2009年3月までの13年間司会者として出演した。日本中国文化交流協会理事長。日本作曲家協議会元会長。日本音楽作家団体協議会元会長。東京音楽大学教授。2007年4月1日より2020年3月31日まで横浜みなとみらいホール館長。ダジャレ好きで有名。広島東洋カープのファン。女優の香川京子は父の従妹である。
「九条の会」傘下の「マスコミ九条の会」呼びかけ人、「世田谷・九条の会」呼びかけ人を務めている。世界平和アピール七人委員会メンバー。
2022年春の叙勲で旭日中綬章を受章。

## 賞歴
- 1966年、日本音楽コンクール作曲部門第1位[10]
- 1966年、音楽之友社室内楽懸賞「クレパ7章」[11]
- 1968年、音楽之友社創立25周年記念作曲賞「交響曲」[11]
- 1971年、ザルツブルク国際テレビオペラ祭優秀賞[1]
- 1974年、文化庁芸術祭優秀賞（1982年、1983年、1984年にも）[1]
- 1976年、イタリア放送協会賞（1989年にも）[1]
- 1980年、第35回毎日映画コンクール音楽賞（1984年、1990年にも）[1]
- 1985年、第8回日本アカデミー賞最優秀音楽賞（1990年、2009年にも）
- 1989年、国際エミー賞優秀賞
- 1991年、尾高賞「シンフォニーIV」[1]（1999年「悲しみの森」[1]、2017年「シンフォニーX」）
- 1997年、NHK交響楽団・有馬賞[1]
- 2002年、NHK放送文化賞[1]
- 2003年、佐川吉男音楽賞奨励賞「てかがみ」[1]
- 2011年、横浜文化賞
- 2015年、第37回姫路市芸術文化賞大賞
- 2018年、JXTG音楽賞洋楽部門（本賞）
- 2018年、文化庁創立50周年記念表彰
- 2019年、水戸市文化栄誉賞
- 2020年、神奈川文化賞

## 栄典
- 2004年、紫綬褒章[12][1]
- 2018年、文化功労者[13]
- 2022年、旭日中綬章[14][9]

## 作風
デビュー当初の1960年代は正嫡の前衛の音響体を志したが、やがて1970年代から1980年代に入ると独自の反復語法やポリスタイリズムを掲げるようになる。2010年代に入るとかつての実用音楽と現代音楽との垣根を割ってイディオムをクロスオーバーさせたような音楽（ピアノ協奏曲第3番）へ傾斜し、さらなる音楽語法の発展を望んでいる。

## 主要作品

### オーケストラ作品
交響曲は「シンフォニーI」などシンフォニー+ローマ数字で表記されることもある。
- 交響曲第1番（1967年）
- 交響曲第2番「トライアス」（1979年）（日本フィルハーモニー交響楽団委嘱作品）
- 交響曲第3番「エゴ・パノ」（1984年）
- 交響曲第4番（1990年）
- 交響曲第5番「シンプレックス」（1990年）
- 交響曲第6番「個の座標の上で」（1993年）
- 交響曲第7番「一滴の共感へ」（1999年）
- 交響曲第8番「大地／祈り」（2013年）（神奈川フィルハーモニー管弦楽団委嘱作品）
- 交響曲第9番（2013年）（東京オペラシティ文化財団委嘱作品）
- 交響曲第10番「次の時代のために」（2015年）（仙台フィルハーモニー管弦楽団委嘱作品）
- 交響曲第11番「影を深くする忘却」（2023年）
- 次の時代のための前奏曲（せたがやジュニアオーケストラ 委嘱作品）（2011年）
- 多年生のプレリュード（読売日本交響楽団委嘱作品）（2010年）
- 「ダイモルフィズム（同質二像）」〜オルガンとオーケストラのために（1974年）
- 「照葉樹林」弦楽オーケストラのために（1995年）
- チェロとオーケストラのための協奏曲「木に同じく」（1996年）
- 悲しみの森～オーケストラのために（1998年）
- フルートとオーケストラのための協奏曲「砂の上に対座して」（2003年）
- ファゴットとオーケストラのための 協奏曲「炎の資格」（1999年～2004年）
- 氷上燐光 〜ハープとオーケストラのための協奏曲（2007年）
- 一本の緑陰樹として 三絃とオーケストラのための協奏曲（2005年）
- ピアノ協奏曲第1番（1967年）
- ピアノ協奏曲第2番「お前は私を」（1987年）
- ピアノ協奏曲第3番「西風に寄せて」〜左手のために（2013年）
- ヴァイオリン協奏曲（1981年）

### 吹奏楽作品
- アマデウスのピアノがきこえる（モーツァルトのピアノ・ソナタ集による2群の吹奏楽とオルガンのためのコンポジション）
- 「ランドスケイプ」〜吹奏楽のために〜 （1990年度全日本吹奏楽コンクール課題曲A）
- 「胎動の時代」〜吹奏楽のために〜 （2000年度全日本吹奏楽コンクール課題曲III）

### 室内楽作品
- クレパ七章（1966）
- ライオン～4×4金管群のために（1969-70年）
- ストラータI～弦楽四重奏のために（1988年）
- クインクバランス（1991年）
- ストラータII～独奏フルートのために（1988年）
- ストラータIII～クラリネットとチェロのために（1989年）

### 器楽作品
- 熱伝導率～オンド・マルトノのために

### 合唱作品

#### 混声合唱
- 混声合唱のための相聞I・II（1970年）初演:東京混声合唱団
- 混声合唱のために「恩愛の輪」（1972年）
- 合唱による構成〈銅山〉（1973年）
- 無伴奏混声合唱のための「エンカテインメント」（1977年）初演：東京混声合唱団
- 混声合唱組曲「六つの子守歌」（1978年）
- 混声合唱組曲「冬にむかって」（1979年）
- 合唱による童話「淋しいおさかな」（1981年）初演：松原混声合唱団
- 混声合唱組曲「異聞・坊ちゃん」（1983年）
- 「東洋民謡集I」（1984年）初演：東京混声合唱団
- 混声合唱組曲「悪魔の飽食」（1984年）
- 混声合唱組曲「港の心」（1985年）
- 混声合唱曲集「風の航跡」（1985年）
- 混声合唱組曲「初恋物語」（1986年）
- 混声合唱組曲「明治は遠いたけくらべ」（1986年）
- 混声合唱による童話「一本の木、一軒の家、一人の息子」（1986年）
- 「古代の樂」（1988年）
- 児童合唱・混声合唱とピアノのために「海のトランペット」（対馬丸の子供たち）（1989年）
- 混声合唱組曲「今はない木々の歌」（1989年）委嘱初演：関西学生混声合唱連盟
- 混声合唱組曲「交響詩ひめじ」（1989年）
- 混声合唱組曲「すみだがわ」（1989年）
- 混声合唱組曲「地球（テラ）への帰還」（1990年）
- 混声合唱組曲「人体詩抄・抄」（1990年）
- 合唱オペラ「タロウの樹」（1991年）
- 「東洋民謡集II」（1992年）
- 混声合唱組曲「宛名のない手紙」（1993年）委嘱初演：東京六大学混声合唱連盟
- 混声合唱組曲「希望へのエアメール」（1993年）
- 合唱のための探偵劇「歌の消息」（1994年）
- 混声合唱組曲「レクイエム“いのちこそ”」（1994年）
- 阪神大震災鎮魂組曲「1995年1月17日」（1995年）
- 伊藤整の詩による3つの合唱曲「雨と風と春の夜と…」（1995-99年）
- 混声合唱組曲「沖縄の雲へ」（読み方：ウチナーのくもへ、2002年）
- 混声合唱組曲「正義の基準」（2002年）
- 混声合唱曲集「ひたすらに…白秋」（2004年）
- 混声合唱のための「相聞 III」（2005年）
- 無伴奏混声合唱のための「5つのマドリガル」
- 混声合唱組曲「走る」（2007年）
- 混声合唱組曲「飯豊山〜我が心のアルカディア〜」（2008年）
- 混声合唱曲集「いのちと、こころと… －金子みすゞの詩による7つのうた－」（2008年）
- 混声合唱曲集「魂のいちばんおいしいところ」（2011年）[15]
- 混声合唱曲「煉瓦頌」

#### 女声・児童合唱
- 女声合唱曲集「シェイクスピアの4つの恋唄」（1980年）
- 女声合唱組曲「時は流れても」（1980年）
- 女声合唱曲集「花の四季」（1982年）
- 勇敢な少年たちのための音楽劇「ぞっとする物語」（1986年）
- 女声合唱曲集「江戸の風」（1990年）
- 児童合唱組曲「空にかいた12の童話」（1990年）
- 女声合唱組曲「彼女の物語」（1990年）
- 女声合唱曲「森の人々と共に闘う」（1991年）
- 女声合唱組曲「海の墓標」（1993年）
- 児童合唱組曲「八幡浜の空と海と山と」（1993年）
- 女声合唱曲「瓦礫の中から」（1995年）
- 石垣りんの詩による2つの女声合唱曲（1997年）
- 「うぇーべるん」女声合唱のために（1997年）
- 女声合唱曲集「この世界のぜんぶ」（2002年）

#### 男声合唱
- 男声合唱組曲「王様」（1985年）
- 男声合唱曲集「ガルシーア・ロルカの五つのシャンソン」（1988年）
- 男声合唱曲「GLORIA」（2004年）
- 「東洋民謡集 IV」（2005年 スウェーデン王立男声合唱団、オルフェイ・ドレンガーの委嘱・初演）

#### NHK全国学校音楽コンクール課題曲
- 博物館の機関車（1973年） - NHK全国学校音楽コンクール高等学校の部課題曲
- 時は流れても（1979年） - NHK全国学校音楽コンクール中学校の部課題曲

### マンドリンオーケストラ
- マンドリン・マンドリアーレ（1986年）
- マンドリン・マンドリアーレ2「ヴィヴァ！カンツォーネ！」（2006年）

### オペラ
- 死神／魅惑の美女はデスゴッデス！（台本：今村昌平、脚色：藤田傳、1971年NHKテレビ初演、舞台初演は1978年）
- もがりぶえ（映像によるオペラ、1976年NHKテレビ初演）
- きつねのおはなはん（童話による一人オペラ、作：中川正文、1982年初演）
- 耳なし芳一（原作：小泉八雲、台本：矢代静一、1982年NHK-FM放送で初演、舞台初演は1993年）
- 秩父晩鐘（台本：小田健也、1988年初演）
- タロウの樹（合唱オペラ、原作・台本：蓬莱泰三、1991年初演）
- 歌の消息（合唱のための探偵劇、詞：加藤直、1994年初演）
- おしち（原作：『櫓のお七』、台本：八坂裕子、星野和彦、1995年初演）
- じゅごんの子守唄（原作・台本：小田健也、1996年初演）
- ごんぎつね（合唱オペラ、原作：新美南吉、台本：村田さち子、2001年初演）
- てかがみ（台本：平石耕一、2001年初演）
- 呼びかわす山河～前田綱紀の時代（台本：佐々木守、2001年演奏会形式初演）
- 小鶴（原作：藤沢周平、台本：宇井幸司、2003年初演）
- 鬼八～神棲む里の伝説（台本：高山文彦、2004年初演）
- 鹿鳴館（原作：三島由紀夫、台本：鵜山仁、2010年初演）
- いのうもののけ（合唱オペラ、原作・台本：村田さち子、2011年初演）
- 高野聖（原作：泉鏡花、台本：小田健也、2011年初演）
- 阿漕の海の物語（合唱オペラ、作・台本：村田さち子、2017年初演）
- 千姫（原作：玉岡かおる、脚本：平石耕一、2021年初演）

### バレエ
- クレオパトラ ― その愛と死（1983年）
- 動と静 ― アブ・シンベルの幻覚（1984年）
- 蕩々たる一衣帯水（1986年）

### 邦楽
- 雲烟〜二面の箏、十七絃と弦楽器のために
- 紡ぐ〜二十絃箏のために
- 歴〜尺八、二面の箏と十七絃のために
- 桜樹峨峨〜雅楽のために

### 校歌
- 東京都立城東高等学校校歌（作曲）
- 足立区立青井小学校校歌（作曲）
- さいたま市立第二東中学校（作曲）
- 世田谷区立下北沢小学校校歌(作曲)
- 高松市立牟礼南小学校校歌（作曲）
- 富山高等専門学校校歌（作曲）片岡輝（ひかる）（作詞）
- 銚子市立銚子高等学校（作曲）
- 取手市立桜ヶ丘小学校（作曲）
- 市川市立新浜小学校（作曲）

他

### テレビドラマ
- 少年ドラマシリーズ / なぞの転校生 （1975年、NHK）
- 紅い花（1976年、NHK）
- 銀河テレビ小説（NHK）
  - 女の一生 （1977年）
- 大河ドラマ (NHK)
  - 黄金の日日 （1978年）
  - 峠の群像 （1982年）
  - 独眼竜政宗 （1987年）
  - 八代将軍吉宗 （1995年）
  - 元禄繚乱 （1999年）
- 八甲田山 （1978年、TBS）
- 風雲の海峡（1978年、フジテレビ）
- あめりか物語（1979年、NHK）
- 風神の門（1980年、NHK） - 主題歌「時間差」（歌：クリスタルキング）の作曲も担当（但し、未CD化）。
- 御宿かわせみ（1980年、NHK）
- 連続テレビ小説 (NHK)
  - 澪つくし （1985年）
  - 君の名は （1991年）
- 華族の女（1983年、NHK）
- 日本の面影（1984年、NHK）
- 炎熱商人（1984年、NHK）
- 金曜ドラマ / 深夜にようこそ （1986年、TBS）
- 夜会の果て（1997年、NHK）
- 正月時代劇 / おらが春 （2002年）

### テレビアニメ
- 未来少年コナン（1978年）

### ラジオ
- 日曜名作座（劇中曲）
- NHKラジオ小説「火の鳥 未来編」(1977年）。

### 放送関係
- MBS毎日放送のオープニング、クロージングBGM(1991年)
- 南海放送「なんかいワイドニュースtoday」

### 映画
- 黒澤明監督作品
  - 影武者（1980年）
  - 夢（1990年）
  - 八月の狂詩曲（1991年）
  - まあだだよ（1993年）
- 今村昌平監督作品
  - 復讐するは我にあり（1979年）
  - ええじゃないか（1981年）
  - 楢山節考（1983年）
  - 女衒（1987年）
  - うなぎ（1997年）
  - 赤い橋の下のぬるい水（2001年）
- 実相寺昭雄監督作品
  - D坂の殺人事件（1998年）[注 3]
  - 姑獲鳥の夏（2005年）
- その他　
  - ひめゆりの塔（1982年、今井正監督）
  - 少年時代（1990年、篠田正浩監督） ※主題歌である井上陽水の「少年時代」の作曲には関わっていない。
  - 瀬戸内ムーンライト・セレナーデ（1997年、篠田正浩監督）
  - 独立少年合唱団  (2000年、緒方明監督)
  - バルトの楽園 （2006年、出目昌伸監督）
  - 監督・ばんざい!（2007年、北野武監督）
  - 劒岳 点の記（2009年、木村大作監督）※クレジットでは「指揮」。監督が選んだクラシック曲の演奏（仙台フィルハーモニー管弦楽団）を指揮した。
  - 春を背負って（2014年、木村大作監督）
  - 時の行路 （2020年、神山征二郎監督）
  - 信虎（2021年、金子修介監督）

## 著書
- 音のいい残したもの 同時代の窓から（音楽之友社、1982年）
- スプラッシュ 池辺晋一郎対談集（カワイ出版、1993年）
- おもしろく学ぶ楽典（音楽之友社、1995年）
- 空を見てますか…音と交わる、人と話す（芸術現代社、1999年）
- バッハの音符たち 池辺晋一郎の「新バッハ考」（音楽之友社、2000年）
- モーツァルトの音符たち 池辺晋一郎の「新モーツァルト考」（音楽之友社、2002年）
- 空を見てますか…1（音も人も時代とともに）（新日本出版社、2003年）
- 空を見てますか…2（世紀末の始まりのころ）（新日本出版社、2003年）
- 空を見てますか…3（しゃべって書いて、というこころ）（新日本出版社、2003年）
- 空を見てますか…4（世紀のハードル跳びこえて）（新日本出版社、2003年）
- ブラームスの音符たち 池辺晋一郎の「新ブラームス考」（音楽之友社、2005年）
- オーケストラの読みかた スコア・リーディング入門（学習研究社、2005年）
- シューベルトの音符たち 池辺晋一郎の「新シューベルト考」（音楽之友社、2007年）
- ベートーヴェンの音符たち 池辺晋一郎の「新ベートーヴェン考」（音楽之友社、2008年）
- 空を見てますか…5（言葉と音楽のアツイ関係）（（新日本出版社、2009年）
- シューマンの音符たち 池辺晋一郎の「新シューマン考」（音楽之友社、2010年）
- ドヴォルザークの音符たち 池辺晋一郎の「新ドヴォルザーク考」（音楽之友社、2012年）
- チャイコフスキーの音符たち 池辺晋一郎の「新チャイコフスキー考」（音楽之友社、2014年）
- 人はともだち、音もともだち 池辺晋一郎対談×エッセイ（かもがわ出版、2014年）
- 空を見てますか…6（音楽の力、9条の力）（新日本出版社、2015年）
- 耳の渚（中央公論新社、2015年）
- 空を見てますか…7（仲代達矢さんの背中を追って）（新日本出版社、2016）

### 共著
- 多声部聴音320（音楽之友社、1974年） - 内田勝人との共著
- 友よ、白い花を 21世紀へのカンタータ『悪魔の飽食』（大月書店、1997年） - 森村誠一との共著

## メディア出演
- N響アワー（NHK Eテレ） - 1996年から2009年3月末まで司会者を務める。同年4月より作曲家西村朗に交代する。
- 芸術ジャーナル（NHK-FM） - 月1回「作曲家の目」と題し出演、日本人作曲家の作品を中心とした現代音楽の選曲とパーソナリティを務めた。ゲスト扱いだが実質固定枠だった。「芸術ジャーナル」自体は2002年3月31日で終了。
- N響 ザ・レジェンド（NHK-FM、2015年4月4日 - 2021年3月27日）[16] - 2020年現在は、N響アワー司会時と同じく、檀ふみとのコンビで同番組の進行役を務める。
- クラシック音楽館「特集・池辺晋一郎80歳!帰ってきたN響アワー」（2023年11月5日、NHK Eテレ）[17]